# Louis van Tuijl
Aloysius Theodorus Josephus Henricus (Louis) van Tuijl (Duizel, 19 maart 1913 – Schijndel, 28 december 1975) was een Nederlands burgemeester.
Hij is afgestudeerd in de rechten en was hoofd van de afdeling juridische zaken van de dienst gemeentewerken van Eindhoven. In juni 1952 werd hij burgemeester van Schijndel. Vanaf 1959 was hij daarnaast enige tijd waarnemend burgemeester van Sint-Michielsgestel. Tijdens zijn burgemeesterschap van Schijndel overleed hij eind 1975 op 62-jarige leeftijd.